# 블라인드 가디언
블라인드 가디언(Blind Guardian)은 독일의 헤비 메탈 밴드이다.